# Carly Colón
Carly Colón (født d. 21. februar 1979) er en puerto ricansk fribryder, som er kendt for hans karakter i WWE "Carlito". 